# Thaumaleus reticulatus
Thaumaleus reticulatus är en kräftdjursart som beskrevs av Giesbrecht 1892. I den svenska databasen Dyntaxa används istället namnet Cymbasoma reticulatum. Thaumaleus reticulatus ingår i släktet Thaumaleus och familjen Monstrillidae. Arten är reproducerande i Sverige. Inga underarter finns listade i Catalogue of Life.